# Rahmennationen-Konzept
Das Rahmennationen-Konzept (englisch: Framework Nations Concept, kurz: FNC) ist ein Konzept zur Verteidigungskooperation europäischer NATO-Staaten.
Ein Staat, die sogenannte „Rahmennation“, stellt die militärische Grundausstattung einschließlich Bereiche wie Logistik und Führungseinrichtungen, und kleinere Staaten bringen Spezialfähigkeiten, wie etwa Luftabwehr oder Pioniere, ein. Auf diese Weise müssen nicht mehr alle europäischen NATO-Staaten alle militärischen Fähigkeiten vorhalten und trotzdem ergibt sich ein kompletter Verbund. Etwas vergleichbares hatte die NATO im Afghanistan-Krieg (s. a.: ISAF: Beteiligte Nationen) praktiziert, mit den fünf (später sechs) „Regionalkommandos“ an die kleinere militärische Beiträge andocken konnten.
Die NATO hat insgesamt drei Rahmennationen-Konzepte:
1. Ein deutsches, welches zahlreiche Einzelprojekte verfolgt und eine enge Zusammenarbeit fest unterstellter Verbände vorsieht,
2. ein britisches, die Joint Expeditionary Force, mit Großbritannien als Führungsnation plus acht nordeuropäischen Staaten, und
3. ein italienisches, welches Stabilisations- und Rekonstruktionsoperationen zum Ziel hat.

Auch die EU hat etwas ähnliches, das „EU Framework Nation Concept“ (ohne „s“ bei „Nation“) für EU-Militäroperationen.

## Deutsches Rahmennationen-Konzept
Das deutsche Konzept entstand, als Thomas de Maizière Bundesverteidigungsminister war. Es wurde 2013 der NATO vorgestellt und auf dem NATO-Gipfel 2014 in Wales akzeptiert. Nach der russischen Annexion der Krim und dem Beginn des Russisch-Ukrainischen Kriegs 2014 wurde das Ziel erweitert, um auch größere militärische Einheiten – etwa in Divisions-Stärke – zu bilden. Im Juni 2016 wurde vereinbart, auch Nicht-Nato-Staaten die Möglichkeit anzubieten sich zu integrieren.
Am weitesten ist diese Verzahnung der Bundeswehr mit den Streitkräften der Niederlande fortgeschritten. Seit 1995 gibt es bereits ein Deutsch-Niederländisches Korps. Zuletzt haben beide Staaten sich wechselseitig z. B. Panzereinheiten und Panzergrenadiereinheiten unterstellt und arbeiten daran, ihre Marine-Infanterie interoperabel zu machen. Solche Kooperationen sollen bewirken, dass sich die Anforderungen der Partner an die verwendeten Waffensysteme angleichen, und das Bilden von Fähigkeitsclustern erleichtern.
Generell bietet das Rahmennationenkonzept sowohl politische als auch wirtschaftliche Vorteile für Deutschland. In einem dadurch entstehenden europäischen Militärnetzwerk wäre es ein entscheidender Koordinator, dessen politisches Gewicht zunehmen wird. Durch das FNC entsteht zudem ein günstiges Geschäftsumfeld für die deutsche Rüstungsindustrie. Zumal jene vor allem in den Bereichen stark aufgestellt ist, in denen die osteuropäischen FNC-Partner großen Modernisierungsbedarf haben – z. B. bei Panzern (vgl. Beschaffung von 44 neugefertigten Leopard 2A7-Panzern sowie 24 neuen Panzerhaubitzen 2000 durch die ungarischen Streitkräfte)
Länder wie Frankreich oder Polen betrachten das FNC deshalb mit Argwohn. Bei der ersten Militärmacht des Kontinents wird befürchtet, dass durch die FNC-Cluster vor allem die deutsche Wehrindustrie profitiert und ihre Stellung im europäischen Rüstungsmarkt auf Kosten der französischen Konkurrenz ausbaut. Der wichtigste FNC-Partner in Osteuropa, Polen, verfolgt dagegen einen militärpolitischen Kurs eigener Stärke. Es ist ungewiss, ob das Land schlussendlich bereit sein wird, sich in von Deutschland dominierte Strukturen dauerhaft einzubinden.
Teilnehmer (Stand Mai 2019): Deutschland (Rahmennation), Belgien, Bulgarien, Dänemark, Estland, Finnland, Kroatien, Lettland, Litauen, Luxemburg, Niederlande, Norwegen, Österreich (kein NATO-Land), Polen, Rumänien, Schweden, Schweiz (kein NATO-Land), Slowenien, Slowakei, Tschechien, Ungarn

## Britisches Rahmennationen-Konzept
Eine andere Form der Kooperation im Rahmen des Framework Nations Concept (FNC) wählt die von Großbritannien geleitete Gruppe. Sie verzichtet weitgehend auf integrative Elemente der Streitkräfteplanung und -entwicklung, konzentriert sich aber auf ein nicht weniger ambitioniertes Modell: Die Schaffung eines Rahmens für schnelle multinationale Eingreifkräfte in hochintensiven Operationen. Dies geschieht im Rahmen der sogenannten „Streitkräftegemeinsamen Einsatztruppe“ (Joint Expeditionary Force, JEF) der britischen Armee. Die JEF wurde auf dem NATO-Treffen am 4. September 2014 vereinbart und soll über 10.000 Soldaten mobilisieren.
Die JEF wurde dabei 2012 ursprünglich als rein nationale Formation für schnelle Operationen der britischen Armee entworfen und sollte der Hauptbeitrag des Vereinigten Königreiches für unilaterale Operationen oder solche mit Verbündeten sein. Später wurde das Konzept der JEF „internationalisiert“ und sollte traditionellen Partnern Großbritanniens einen Anknüpfungspunkt für ihre eigenen Kräfte bieten ‒ der Kern der JEF soll jedoch weiterhin auch rein national oder in flexiblen Koalitionen zum Einsatz kommen können. Dabei hat die JEF einen klaren regionalen Fokus der Kooperation auf den Norden und Osten der Allianz hin. Dies wurde noch deutlicher, als im Juni 2017 Finnland und Schweden den Beitritt zur JEF beschlossen. Beide sind keine Mitgliedstaaten der NATO, aber zutiefst beunruhigt vom Verhalten Russlands und interessiert an einer engeren Anbindung an die NATO.
Anders als bei dem deutschen Ansatz ist die JEF kein dauerhaft kooperierender Verbund von Einheiten, sondern ein offener Kooperationsrahmen mit Blick auf einen „Pool“ schneller verfügbarer Kräfte. Jede Nation stellt im Einzelfall Kontingente zur Verfügung ‒ oder auch nicht. Im Frieden soll die JEF durch regelmäßige Übungen die Interoperabilität der nationalen Armeen verbessern. Für die mittel- bis langfristige Streitkräfteplanung sind aber weiterhin die jeweiligen Nationen verantwortlich.
Teilnehmer: Großbritannien (Rahmennation), Dänemark, Estland, Finnland, Lettland, Litauen, Niederlande und Norwegen, Schweden

## Italienisches Rahmennationen-Konzept
Die dritte FNC-Gruppe konzentriert sich unter der Leitung Italiens auf zwei Aspekte: Zum einen auf die Fähigkeitsentwicklung für Stabilisierungsoperationen und Unterstützung lokaler Sicherheitskräfte, zum anderen auf den Aufbau von schnell einsatzfähigen multinationalen Kommandostrukturen. Die italienische FNC-Gruppe schaut also, wie Rom selber, nach Süden ‒ nach Nordafrika und Mittelost.
Teilnehmer: Italien (Rahmennation), Albanien, Kroatien, Österreich (kein NATO-Land), Slowenien, Ungarn

## Bedeutung
Allen FNC-Gruppen gemein ist der pragmatische und dezentrale Ansatz zur multilateralen Kooperation. Zwar verleiht die 2014 erfolgte Billigung des FNC durch die NATO den Kooperationsmodellen potenziell eine Anbindung an Allianzprozesse, um Synergien im Bündnis zu erzeugen (top-down). So sollen die Cluster des deutschen FNC von der NATO identifizierte Fähigkeitslücken schließen, und die auf den deutschen „größeren Truppenkörpern“ oder der britischen JEF aufbauenden Verbände sollen auch dem Bündnis zur Verfügung stehen können. Im Schwerpunkt ist die Kooperation jedoch Sache der Staaten und jeweils eigener Abstimmungsforen und -prozesse (bottom-up). Das FNC anerkennt, dass souveräne Staaten weiterhin die zentralen Akteure europäischer Verteidigungskooperation in der NATO sein werden. Dieser strategische Pragmatismus eröffnet Spielräume, setzt aber zugleich auch Grenzen.